# Pavel Rytíř
Ing. Pavel Rytíř (* 15. října 1949 Hradec Králové) je český analytik a informatik. Žije v Hradci Králové. V letech 2006 až 2010 byl předsedou Strany pro otevřenou společnost (SOS), nástupkyně někdejších Svobodných demokratů. Absolvent Obchodní akademie (tehdy SEŠ) Hradec Králové 1969 a VŠE Praha 1974. Spoluzakladatel a spoluvlastník IT firmy ORTEX Hradec Králové, autor první verze software Orsoft. Od třinácti let je členem atletického oddílu TJ Sokol Hradec Králové (dříve Spartak).
V roce 1989 začal pracovat v Občanském fóru. Na návrh klubu Obroda byl členem okresní rady OF. Po jeho rozdělení vstoupil do Občanského hnutí, přejmenovaného na Svobodné demokraty a později sloučené do strany Svobodných demokratů - Liberální strany národně sociální. Z ní vystoupil roku 1997 a v roce 1998 stal se zakládajícím členem Strany pro otevřenou společnost. Jejím předsedou se stal v dubnu roku 2006 a ve funkci skončil v lednu 2010. Od založení je předsedou krajské organizace SOS v kraji Královéhradeckém (a Pardubickém) až do 1.6.2010, kdy své členství v SOS ukončil. Nyní není členem žádné politické strany. Organizuje činnost Hradeckého demokratického klubu a neformálního sdružení sos-OF.